# Lembit Rajala
Lembit Rajala (* 1. Dezember 1970 in Tallinn, Estnische SSR, Sowjetunion) ist ein ehemaliger estnischer Fußballspieler.

## Karriere

### Verein
Lembit Rajala begann in den 1980er-Jahren seine Fußballkarriere. Als 17-Jähriger debütierte er für Tallinna Lõvid. Bis zur Unabhängigkeit der Republik Estland und dem Ende der Sowjetunion spielte Rajala für den SK Tallinna Sport und FC Norma Tallinn. Ab dem Jahr 1990 stand er beim FC Flora Tallinn unter Vertrag. Hier feierte er mit zwei gewonnenen Estnischen Meisterschaften in den Spielzeiten 1993/94 und 1994/95 sowie dem Gewinn des Pokals im Jahr 1995 seine größten Erfolge. Individuell gewann Rajala zudem den Titel des Torschützenkönigs in der Saison 1995/96 mit 16 Toren. Ab 1997 ging er für den damaligen finnischen Drittligisten IFK Mariehamn auf Torejagd, bei dem er seine Karriere im Jahr 2001 ausklingen ließ.

### Nationalmannschaft
Lembit Rajala spielte zwischen den Jahren 1992 und 1996 in insgesamt 26 Länderspielen für die Estnische Fußballnationalmannschaft. Dabei konnte der Stürmer jedoch nur zwei Treffer erzielen. Er nahm mit der Nationalmannschaft unter anderem am Baltic Cup 1993 und 1996 teil.

## Erfolge
Auszeichnungen
- Estnischer Torschützenkönig: 1996 (mit 16 Toren)

FC Flora Tallinn
- Estnischer Meister: 1994, 1995
- Estnischer Pokalsieger: 1994/95